# Wolvesey Castle

Wolvesey Castle, også kendt som Old Bishop's Palace, er ruinen af en middelalderbygning i Winchester, Hampshire, England. Den har været en biskops palads og den var kortvarigt befæstet i de senere år under Henrik af Blois, biskop af Winchester. Den første bygning på stedet på en ø i floden Itchen var kendt som Wulveseye eller Wulf's island, blev opført omkring år 970 af Æthelwold of Winchester, biskop af Winchester fra 963 til 984, som hans officielle residens. Winchester blev belejret under oprøret i Winchester i 1141 af Matilde af England i borgerkrigsperioden kendt som anarkiet, og den holdt ud i 3 uger indtil kong Stefans hustru, Matilde kom til undsætning. Henrik, der var brog til Stefan, udvidede paladset og opførte en ringmur, der gav paladset udseende som en borg. Fæstningen blev ødelagt af Henrik 2. efter Henrik af BLois' død i 1171.
Paladsen blev brugt til byrllupsmorgenmaden i 1554 oven på ægteskabet mellem dronning Maria og Filip 2. af Spanien. Det blev ødelagt af rundhovederne under den engelske borgerkrig i 1646.
Ruinerne ligger ved siden af biskoppens palads, nær Winchester Cathedral, og de bliver ejet og drevet af English Heritage.